# René Albrecht-Carrié
René Albrecht-Carrié (Smirne, 20 gennaio 1904 – New York, agosto 1978) è stato uno storico statunitense.

## Biografia
Laureato alla Columbia University nel 1923, consegue il dottorato nel 1938. Dal 1945 al 1969 è docente di Storia Contemporanea al Barnard College, poi insegna dal 1953 al 1969 alla School of International Affairs della Columbia.

## Opere
- Italy from Napoleon to Mussolini. New York-London: Columbia University Press, 1968.
- Storia diplomatica d'Europa, 1815-1968. Roma-Bari: Laterza, 1978.